# Todos Santos Cuchumatán
Todos Santos Cuchumatán é uma cidade da Guatemala do departamento de Huehuetenango.